# Galvesaurus
Galvesaurus („Ještěr z Galve“) byl rod poměrně velkého sauropodního dinosaura z kladu Turiasauria (nebo Laurasiformes). Žil v období přelomu svrchní jury a spodní křídy (asi před 150 až 130 miliony let) na území dnešního východního Španělska.

## Objevy
Fosilie tohoto velkého sauropoda byly objeveny v oblasti Galve (provincie Teruel) na východě Španělska (souvrství Villar del Arzobispo). Zkameněliny byly objeveny v roce 1987 a postupně byly zkoumány v několika etapách. Dinosaurus byl formálně popsán roku 2005, nejprve jako "Galveosaurus", později však bylo rodové jméno upraveno na aktuální Galvesaurus. Ve stejném souvrství byly objeveny také fosilie dalšího obřího sauropoda druhu Turiasaurus riodevensis.
Další objevy dvou jedinců tohoto sauropoda a histologický rozbor jejich fosilií odhalil, že jeden zahynul v dospělém věku a další byl již "přestárlým" jedincem.

## Popis
Galvesaurus byl velký a mohutný čtyřnohý býložravec s dlouhým krkem a ocasem. Tělo bylo robustní, končetiny sloupovité. Pravděpodobně se jednalo o spásače vegetace v nižších stromových patrech, mohl žít stádním způsobem života. Jednalo se o relativně malého sauropoda o délce kolem 14 metrů a hmotnosti dvou slonů (kolem 10 tun). Rozměry objeveného subadultního jedince však naznačují, že plně dorostlý exemplář patřil k obřím sauropodům. Objeveno bylo několik exemplářů, vesměs subadultních.